# Gabriele Perico
Gabriele Perico (Bergamo, 11 marzo 1984) è un ex calciatore italiano, collaboratore tecnico dell'Atalanta.

## Biografia
Figlio d'arte, dato che il padre Eugenio fu un noto giocatore attivo tra gli anni settanta e ottanta, soprattutto con la maglia di Atalanta e Ascoli. È sposato con Alessandra, dalla quale ha avuto due figli, Cristiano, nato il 30 dicembre 2012, e Lionel，nato nel 2015.
Venne soprannominato Pereg nel suo periodo al Cagliari dai calciatori Davide Astori e Lorenzo Ariaudo, i quali nell'agosto 2012 crearono anche una fan-page sul social network Facebook volta a celebrare il calciatore bergamasco.

## Caratteristiche tecniche
Difensore di fascia destra, in grado di giocare sia in una difesa a cinque che in una a quattro, abile a trovare la via del gol avanzando sulle battute dei calci da fermo.

## Carriera

### Club

#### Esordi
Cresce nelle giovanili dell'Atalanta, squadra della sua città. Compie l'esordio da professionista in Serie C1 con il Prato, squadra in cui viene mandato in prestito nella stagione 2003-2004 dove raccoglie 12 presenze. La stagione successiva passa all'AlbinoLeffe, nella quale colleziona 9 presenze in due anni di B, di cui una sola nel secondo anno. Lo scarso impiego convince la società seriana a mandarlo in prestito al Monza in Serie C1. Il primo anno colleziona 10 presenze, e l'anno successivo la società brienzola chiede e ottiene il rinnovo del prestito per un'altra stagione. Nella seconda stagione con la maglia del Monza Perico diventa un perno della difesa, collezionando 31 presenze.

#### Il ritorno all'AlbinoLeffe
Nel campionato 2007-2008 Perico torna all'AlbinoLeffe e disputa 16 gare, trovando anche il suo primo gol in Serie B. Nel campionato successivo le presenze sono 22 e le reti realizzate 3. Le prestazioni del calciatore migliorano di partita in partita, trovando spesso spazio tra i titolari e diventando capitano della squadra bergamasca; chiude la stagione con 30 presenze e 6 gol realizzati che, per stessa ammissione del calciatore, sono merito della grande cura della squadra per gli schemi sui calci piazzati ed anche merito del modulo adottato da Emiliano Mondonico che gli consente di andare a saltare spesso nell'area avversaria.

#### Cagliari
Il calciatore attira l'attenzione di club come Torino, Atalanta, Bari e Lecce, ma nell'agosto 2010 viene acquistato dal Cagliari con la formula della compartecipazione firmando un contratto quadriennale. Esordisce in Serie A nella quarta giornata, Cagliari-Sampdoria (0-0); durante la stagione parte spesso da titolare per via degli infortuni del pari ruolo Francesco Pisano.
Nella stagione 2011-2012, invece, vede il campo solo 15 volte entrando spesso a partita in corso.
Nel calciomercato estivo successivo il Cagliari esercita l'opzione di diritto di riscatto acquistando il giocatore definitivamente dall'AlbinoLeffe. Nella partita di Coppa Italia Juventus-Cagliari (1-0) del 12 dicembre 2012 indossa per la prima volta la fascia di capitano della squadra rossoblu. Conclude la stagione con 16 presenze in campionato.
Nella stagione 2013-2014, l'ultima in maglia rossoblu, trova una certa continuità sul campo riuscendo a collezionare 20 presenze in campionato, complici i problemi fisici di Pisano. Lascia la squadra dopo 4 stagioni, con un totale di 84 presenze tra campionato e coppa nazionale.

#### Cesena
Il 16 luglio 2014 passa a titolo definitivo al Cesena, neopromosso in Serie A, firmando un biennale.

#### Salernitana e Livorno
Il 31 agosto firma un contratto biennale con la Salernitana.
Il 31 gennaio 2018 si trasferisce al Livorno, con cui però non rinnova a fine stagione, rimanendo svincolato. Nel gennaio 2019 si accasa invece al Chiasso.

#### Virtus Ciserano Bergamo
Il 12 luglio 2019 la Virtus CiseranoBergamo, squadra di Serie D ufficializza Perico tramite i propri canali social.

### Nazionale
Nel 2003 fa parte della spedizione azzurra al Campionato europeo Under-19 in Liechtenstein, vincendo la competizione dopo aver battuto in finale la selezione portoghese.

## Statistiche

### Presenze e reti nei club
| Stagione           | Squadra                | Campionato         | Campionato | Campionato | Coppe nazionali | Coppe nazionali | Coppe nazionali | Coppe europee | Coppe europee | Coppe europee | Altre coppe | Altre coppe | Altre coppe | Totale | Totale |
| Stagione           | Squadra                | Comp               | Pres       | Reti       | Comp            | Pres            | Reti            | Comp          | Pres          | Reti          | Comp        | Pres        | Reti        | Pres   | Reti   |
| ------------------ | ---------------------- | ------------------ | ---------- | ---------- | --------------- | --------------- | --------------- | ------------- | ------------- | ------------- | ----------- | ----------- | ----------- | ------ | ------ |
| 2003-2004          | Prato                  | C1                 | 12         | 0          | CI-C            | -               | -               | -             | -             | -             | -           | -           | -           | 12     | 0      |
| 2004-2005          | AlbinoLeffe            | B                  | 8          | 0          | CI              | 0               | 0               | -             | -             | -             | -           | -           | -           | 8      | 0      |
| 2005-gen. 2006     | AlbinoLeffe            | B                  | 1          | 0          | CI              | 0               | 0               | -             | -             | -             | -           | -           | -           | 1      | 0      |
| gen.-giu. 2006     | Monza                  | C1                 | 7+3        | 0          | -               | -               | -               | -             | -             | -             | -           | -           | -           | 10     | 0      |
| 2006-2007          | Monza                  | C1                 | 29+1       | 0          | CI-C            | 1               | 0               | -             | -             | -             | -           | -           | -           | 31     | 0      |
| Totale Monza       | Totale Monza           | Totale Monza       | 36+4       | 0          |                 | 1               | 0               |               | -             | -             |             | -           | -           | 41     | 0      |
| 2007-2008          | AlbinoLeffe            | B                  | 16+4       | 2          | CI              | 0               | 0               | -             | -             | -             | -           | -           | -           | 20     | 2      |
| 2008-2009          | AlbinoLeffe            | B                  | 22         | 3          | CI              | 2               | 0               | -             | -             | -             | -           | -           | -           | 24     | 3      |
| 2009-2010          | AlbinoLeffe            | B                  | 30         | 6          | CI              | 1               | 0               | -             | -             | -             | -           | -           | -           | 31     | 6      |
| Totale AlbinoLeffe | Totale AlbinoLeffe     | Totale AlbinoLeffe | 77+4       | 11         |                 | 3               | 0               |               | -             | -             |             | -           | -           | 84     | 11     |
| 2010-2011          | Cagliari               | A                  | 27         | 0          | CI              | 1               | 0               | -             | -             | -             | -           | -           | -           | 28     | 0      |
| 2011-2012          | Cagliari               | A                  | 15         | 0          | CI              | 2               | 0               | -             | -             | -             | -           | -           | -           | 17     | 0      |
| 2012-2013          | Cagliari               | A                  | 16         | 0          | CI              | 2               | 0               | -             | -             | -             | -           | -           | -           | 18     | 0      |
| 2013-2014          | Cagliari               | A                  | 20         | 0          | CI              | 1               | 0               | -             | -             | -             | -           | -           | -           | 21     | 0      |
| Totale Cagliari    | Totale Cagliari        | Totale Cagliari    | 78         | 0          |                 | 6               | 0               |               | -             | -             |             | -           | -           | 84     | 0      |
| 2014-2015          | Cesena                 | A                  | 21         | 0          | CI              | 1               | 0               | -             | -             | -             | -           | -           | -           | 22     | 0      |
| 2015-2016          | Cesena                 | B                  | 35         | 3          | CI              | 3               | 0               | -             | -             | -             | -           | -           | -           | 38     | 3      |
| Totale Cesena      | Totale Cesena          | Totale Cesena      | 56         | 3          |                 | 4               | 0               |               | -             | -             |             | -           | -           | 60     | 3      |
| 2016-2017          | Salernitana            | B                  | 32         | 1          | CI              | -               | -               | -             | -             | -             | -           | -           | -           | 32     | 1      |
| 2017-gen. 2018     | Salernitana            | B                  | 4          | 0          | CI              | 1               | 0               | -             | -             | -             | -           | -           | -           | 5      | 0      |
| Totale Salernitana | Totale Salernitana     | Totale Salernitana | 36         | 1          |                 | 1               | 0               |               | -             | -             |             | -           | -           | 37     | 1      |
| gen.-giu. 2018     | Livorno                | C                  | 10         | 0          | CI+CI-C         | -               | -               | -             | -             | -             | SC          | 1           | 0           | 11     | 0      |
| 2018-2019          | Chiasso                | ChL                | 17         | 0          | CS              | -               | -               | -             | -             | -             | -           | -           | -           | 17     | 0      |
| 2019-2020          | Virtus CiseranoBergamo | D                  | 21         | 1          | CI-D            | 1               | 0               | -             | -             | -             | -           | -           | -           | 22     | 1      |
| Totale carriera    | Totale carriera        | Totale carriera    | 333+8      | 16         |                 | 16              | 0               |               | -             | -             |             | 1           | 0           | 368    | 16     |

## Palmarès

### Club

#### Competizioni giovanili
- Coppa Italia Primavera: 1

Atalanta: 2002-2003

#### Competizioni nazionali
- Serie C: 1

Livorno: 2017-2018 (girone A)

### Nazionale
- Campionato d'Europa Under-19: 1

Liechtenstein 2003